# Zitto quando parli
Zitto quando parli (Tais-toi quand tu parles) è un film del 1981 diretto da Philippe Clair.

## Trama
Giacomo è un sognante, nel vero senso della parola e mentre sta godendo delle sue fantasie oniriche, fingendo di essere una spia a letto con una voluttuosa e intelligente bella co-spia, il sognatore viene scambiato per una vera spia e spedito in Tunisia dove deve svolgere una vera missione.
I colpi di scena e le divertenti scenette no-sense di Maccione (seppur doppiato in italiano), si miscelano tra realtà e sogno fino al finale.

## Produzione
Parodia francese dei film di James Bond, girata tra Francia e Tunisia. In questo film Aldo Maccione recita in francese con la sua voce nella versione originale francese, mentre in quella doppiata in italiano ha la voce di Michele Gammino.